# Scardinius racovitzai
Scardinius racovitzai là một loài cá vây tia thuộc họ Cyprinidae.
Loài này chỉ có ở România.